# Die Abenteuer des Kardinal Braun
Die Abenteuer des Kardinal Braun (Originaltitel: Operazione San Pietro) ist eine italienisch-französisch-deutsche Filmkomödie von Lucio Fulci aus dem Jahr 1967. 

## Handlung
Im Petersdom wird die Pietà gestohlen. Im Vatikan nimmt sich Kardinal Braun der Sache an. Unter seinem Kommando beginnt eine wilde Verfolgungsjagd durch Rom und Umgebung. Joe Ventura glaubt, dass der Vatikan die Pietà kaufen wird, um die Sache geheim zu halten. Doch die Sache kommt ans Licht. Kardinal Braun gelingt es, das abfahrende Boot der Mafia zu stoppen.

## Produktion und Rezeption
Der Film wurde im Sommer 1967 in der Umgebung von Rom und im Vatikan gedreht und erlebte kurz vor Jahresende seine Uraufführung in Italien. 
Der Inter-Filmverleih brachte den Film 1968 in die deutschsprachigen Kinos. Die Erstaufführung fand in der Wiener Filmbühne in Berlin statt. Bei der Vermarktung wurde Heinz Rühmann prominent in den Vordergrund gestellt und eine Verbindung zu dessen früheren Rolle als Pater Brown hergestellt.

## Kritiken
Keine gute Meinung von dem Werk hatte der Evangelische Filmbeobachter. Dieser fand, dass der Film weit von Chestertons literarischer Vorlage entfernt sei und fast nur Klamauk biete, dessen Genießbarkeit durch geschmackliche Entgleisungen mehrfach erheblich beeinträchtigt werde. Nicht viel besser urteilte das Lexikon des Internationalen Films. Es bemerkte lapidar, bei dem Film handle es sich um eine „[f]lache Heinz-Rühmann-Kriminalkomödie, mit eingeblendeter Papagallo-Parodie und einigen Peinlichkeiten“.